# Houma Nation

Vlag van de United Houma Nation

De Houma Nation is een indianenvolk uit Louisiana, dat van oorsprong een westelijke Muskogitaal spreekt. 

## Geschiedenis

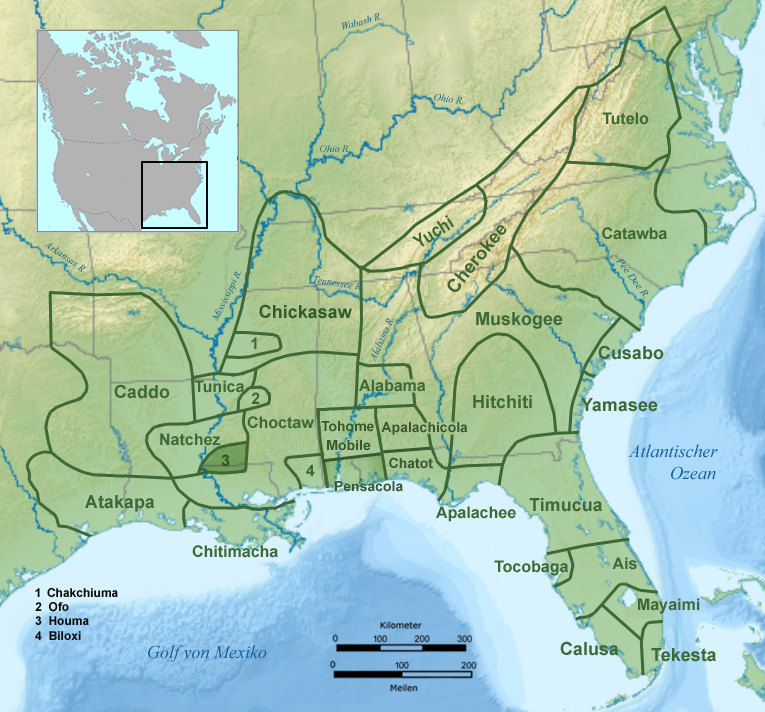
Stamgebied van de Houma (3) in de 18e eeuw

Het eerste contact met Europeanen vond plaats in 1686 toen de Franse ontdekkingsreiziger Henri de Tonti het dorp van de Houma op de oostelijke oever van de Mississippi in de huidige West Feliciana Parish bezocht. De Houma leefden van de landbouw en telden enkele honderden leden. Onder druk van andere indianenstammen trokken de Houma zuidwaarts langs de Mississippi. Na een oorlog met de Tunica vestigden de Houma zich langs de noordelijk oever van Lake Pontchartrain. Ze knoopten relaties aan met de Franse, Spaanse en Engelse kolonisten in het gebied. 's Zomers leefden ze van de landbouw, kweek van kippen, jacht en visvangst en 's winters trokken ze naar de Europese nederzettingen om daar handel te drijven. Tegen 1730 leefden de Houma in twee dorpen, aan weerszijden van de Mississippi. Na de Zevenjarige Oorlog vestigden de Houma, die zich geallieerd hadden met de Fransen, zich op de westelijke Mississippi-oever.
Nadat Louisiana was gekocht door de Verenigde Staten kwamen de Houma onder druk te staan van toenemende immigratie van blanken. Hun aanspraken op het voorouderlijke land werden niet erkend en de Houma werden verdreven naar de bayous en minder aantrekkelijke stukken land. Daar zetten ze hun levenswijze van landbouw, visvangst en jacht verder. De Houma waren intussen sterk verfranst en ook tijdens de 20e eeuw, terwijl de kennis van het Frans sterk achteruit ging bij de cajunbevolking, was dit minder het geval bij de Houma.

## Erkenning
In 1977 werd de United Houma Nation (UHN) erkend door de staat Louisiana, maar op federaal niveau werd het volk niet erkend. Anno 2013 claimden ongeveer 17.000 mensen van Houma-afkomst te zijn. Zij wonen voornamelijk in Terrebonne en Lafourche Parish.